# سارسل
شهر سارسل (به فرانسوی: Sarcelles) در شهرستان وال دوآز در ناحیه ایل-دو-فرانس با جمعیت ۵۹٬۲۲۱ نفر در کشور فرانسه واقع شده‌است

## شهرهای خواهر خوانده
- - مارتاکرت (از ۲۰۱۵)